# 361 Bononia
361 Bononia este un asteroid din centura principală, descoperit pe 11 martie 1893, de Auguste Charlois.